# Fundochamba
Fundochamba ist eine Parroquia rural („ländliches Kirchspiel“) im Kanton Quilanga der ecuadorianischen Provinz Loja. Verwaltungssitz ist die Ortschaft Fundochamba. Die Parroquia besitzt eine Fläche von 36,51 km². Beim Zensus 2010 wurden 353 Einwohner gezählt. Die Parroquia Fundochamba wurde am 23. Februar 1988 eingerichtet.

## Lage
Die Parroquia Fundochamba liegt in den Anden im äußersten Süden von Ecuador, etwa 20 km von der peruanischen Grenze entfernt. Das Areal liegt in Höhen zwischen 1350 m und 2800 m. Das Gebiet wird über den Río Pindo, rechter Quellfluss des Río Macará, nach Südwesten entwässert. Der 1640 m hoch gelegene Hauptort Fundochamba befindet sich 4 km südlich des Kantonshauptortes Quilanga sowie etwa 40 km südsüdwestlich der Provinzhauptstadt Loja.
Die Parroquia Fundochamba grenzt im Westen und im Norden an die Parroquia Quilanga, im Osten an die Parroquia Vilcabamba (Kanton Loja) sowie im Süden an die Parroquia San Antonio de las Aradas.